# Румънска киноложка асоциация
Румънската киноложка асоциация (на румънски: Asociaţia Chinologică Română, съкратено AChR) е асоциация на любителите на кучета в Румъния. Тя е член на Международната федерация по кинология.
Първата киноложка асоциация в Румъния (Общество за изучаване на румънските породи кучета, Societatea pentru Îmbunatăţirea Rasei Canine din România) се появява през 1927 г., а през 1933 г. получава своята самостоятелност чрез членството си в МФК. Асоциацията съществува до началото на комунистическия режим, през 1945 г.
Румънската киноложка асоциация е основана през 1969 г. в Арад, а през 1973 г. става член на Международната федерация по кинология.